# Javier Ortiz Batalla
Javier Eugenio Sebastián Ortiz Batalla (Buenos Aires, 22 de diciembre de 1959) es doctor en Economía por la Universidad de California en Los Ángeles (UCLA), donde egresó en el año 1993. Previamente, en 1983, obtuvo una licenciatura en Economía en la Universidad Católica Argentina.
Se desempeñó como Presidente del Banco de la Ciudad de Buenos Aires hasta marzo de 2020. Su designación se aprobó el 7 de abril de 2016 en la Legislatura porteña. Fue vicepresidente segundo de la Asociación de Bancos Públicos y Privados de la República Argentina (ABAPPRA), y Secretario de la Asociación de Bancos Argentinos (ADEBA). En 2022 fue nominado además como miembro de número de la Academia Nacional de Ciencias Económicas en el sitial de Roberto Alemann.Y luego también durante 2023 como académico de número de la Academia Nacional de la Historia.

## Carrera
Hasta el 2011, Javier Ortiz Batalla se desempeñó como Vicepresidente de Massalin Particulares S.A., afiliada de Philip Morris International. En esta misma compañía ejerció también el cargo de Director de Asuntos Corporativos para Argentina, Bolivia, Chile, Paraguay y Uruguay y fue director de la Cámara de la Industria del Tabaco y de la empresa Tabacos Norte S.A.
Anteriormente fue Subdirector Nacional de Cuentas Nacionales en el Ministerio de Hacienda de la Nación desde 1993, donde luego ejerció como Subsecretario de Programación Macroeconómica hasta el año 1998. Luego, entre los años 2002 y 2005 fue Economista de País a cargo de Brasil del Banco Interamericano de Desarrollo (BID). También fue consultor del Banco Mundial (BM), el Banco Interamericano de Desarrollo (BID), el PNUD, la CAF y de distintas empresas multinacionales.

## Experiencia Académica
Dentro de su experiencia académica fue profesor de Macroeconomía y Comercio Internacional en el Instituto di Tella

Durante su gestión lanzó una línea de créditos. Posteriormente, se  conoció en radio La Red que el plan tenía un bajo atractivo entre los ciudadanos y que tras 34 meses de funcionamiento apenas se otorgaba en promedio de 75 créditos mensuales. También lanzó el Plan Alquilar, al cual solo 10 familias de las 15 mil inscriptas pudieron acceder y tuvo un costo de con un costo de 80 millones de pesos en publicidad. Su gestión se vio envuelta en una controversia por la venta de terrenos en Casa Amarilla al club Boca Juniors, del que el entonces jefe de Gobierno porteño, Mauricio Macri, fue presidente. La Corporación del Sur tasó los terrenos a través del Banco Ciudad en 180 millones en 2014 y llamó a una licitación pública calificada como direccionada, en la cual solo el Club Atlético Boca Juniors podía cumplir con los requisitos. Jonatan Baldiviezo, representante de los vecinos presentó finalmente una denuncia ante la Justicia por una serie de manejos y maniobras que está llevando a cabo el Gobierno de la Ciudad para transferir esos terrenos al club Boca Juniors.
Publicó “Los Bancos
Centrales en América Latina: Sus Antecedentes Históricos”, publicado por Editorial Sudamericana en 1998, “La Historia de las Instituciones Monetarias Argentinas”  co-autoreada con Roberto Cortés Conde y Laura D´Amato, en julio de 2014, impresa por Editorial Temas y "La Economia de Perón", co-autoreada con Laura D'Amato, Roberto Cortés Conde y Gerardo della Paolera en 2020, impresa por Editorial Edhasa. En 2022 se publicó la segunda versión ampliada y extendida del mismo volumen. También cuenta con publicaciones en el Journal of Applied Economics, en Cuadernos de Economía, en Estudios de Economía, en Desarrollo Económico, y en Ensayos Económicos, entre otras. Es miembro de la Asociación Argentina de Economía Política (AAEP) y la Asociación Argentina de Historia Económica
Ha sido jurado para la elección de autoridades en el Ministerio de Economía de la Nación.[cita requerida]

## Banco Ciudad
Antes de asumir como Presidente de la institución, Ortiz Batalla fue Economista Jefe del Banco Ciudad, cargo en el que sucedió en enero del 2014 a Luciano Laspina. El  7 de abril de 2016 asumió como Presidente, en reemplazo de Rogelio Frigerio.
Durante su gestión, el Banco abrió sucursales.En 2016 el Banco se vio nuevamente implicado en una controversia por una supuesta estafa que involucraba a funcionarios de la ciudad de Buenos Aires. Según algunos medios hubo una elaborada matriz de corrupción para la apropiación indebida de más de 70 millones de pesos, (unos 5 millones de dólares), del Banco Ciudad que incluyó a funcionarios del PRO, dirigentes del fútbol y amistades personales de las máximas autoridades del país En el 2018, participó como Banco oficial de los Juegos Olímpicos de la Juventud
El Banco Ciudad sustituyó su logotipo y quitándole su eslogan "te quiere ver crecer". La financiación en tarjetas ascendió desde el puesto 16° al 10°, ingresando el Banco Ciudad por primera vez en la lista de los diez primeros del sistema financiero en este segmento y en los últimos rankings del Banco Central. [cita requerida]
Amplio una sucursal en el barrio 31. Abrió dos nuevos centros de atención (además de mantener el instalado en el barrio Piletones): la sucursal de Piedra Buena y el puesto de atención en el Barrio 31. A su vez, se amplió la presencia en los barrios más necesitados a través de talleres de educación financiera y lanzó la primera oferta integral del sistema para Mujeres Emprendedoras con actividad formal e informal.[cita requerida] Adicionalmente, en 2017, luego de la adquisición de la firma Cordial, una compañía de microcréditos del Banco Supervielle, Ciudad Microempresas (una subsidiaria del Banco Ciudad, creada en el año 2013).[cita requerida]
En este período, el banco tuvo ganancias que pasaron de $1.000 millones en 2015 a unos $10.000 millones proyectados para 2019 (un crecimiento tres veces superior a la inflación del período), que le permitió escalar 28 puestos en el ranking de entidades financieras que elabora el BCRA y llegar a ser el tercer banco más rentable de los diez primeros del sistema. [cita requerida]

## Biografía personal
Ortiz Batalla vivió en Tandil  hasta los 16 años de edad, donde estudió en el colegio San José. Tiene 3 hijos. Vive en Capital Federal.